# Sakura Quest
 Sakura Quest (яп. サクラクエスト, «Квест Сакуры») — оригинальный аниме-сериал студии P.A. Works, премьера которого состоялась 5 апреля 2017 года. Автором оригинала выступил Александр Селибидач. Режиссёр — Соити Масуи, сценарист — Масахиро Ёкотани. Дизайн персонажей разработан BUNBUN, его адаптацией в аниме занимается Канами Сэкигути.

## Сюжет
Ёсино Кохару - молодая девушка, пытающаяся найти работу в Токио, но встречается с тем  что ей часто отказывают везде. Тем не менее, однажды она получает заманчивое предложение о работе, в сфере туризма для поднятия экономики в деревне Манояма в качестве «Королевы» этой деревни.

## Персонажи
Ёсино Кохару (яп. 木春 由乃 Koharu Yoshino )
Сэйю: Аяка Нанасэ
Сиори Синомия (яп. 四ノ宮 しおり Shinomiya Shiori)
Сэйю: Рэйна Уэда
Маки Мидорикава (яп. 緑川 真希 Midorikawa Maki )
Сэйю: Тика Андзай
Ририко Орибэ (яп. 織部 凛々子 Oribe Ririko )
Сэйю: Тиэми Танака
Санаэ Кодзуки (яп. 香月 早苗 Kouzuki Sanae )
Сэйю: Микако Комацу

### Второстепенные персонажи
Усимацу Кадота (яп. 門田 丑松 Kadota Ushimatsu) — Первый король Королевства Чупакабра, председатель ассоциации туризма. Именно он по ошибке пригласил Йосино в Манояму. Хочет восстановить Королевство Чупакабры.
Сэйю: Ацуси Оно
Титосэ Орибэ (яп. 織部 千登勢 Oribe Chitose ) — Председатель торгового комитета, владелец кондитерской, плохо относиться к Ассоциации туризма, постоянно ссориться с Усимацу.
Сэйю: Маки Идзава
Такамидзава (яп. 高見沢 Takamizawa) — Водитель автобуса, бывший принц Королевства Чупакабра.
Сэйю: Кацуюки Кониси
Такаси Ямада (яп. 山田 考 Yamada Takashi ) — Сотрудник ассоциации туризма.
Сэйю: Хиро Симоно
Мино (яп. 美濃 Minou) — Сотрудник ассоциации туризма.
Сэйю: Дайки Хамано
Господин Сандал (яп. アレクサンドル・シーナ・デイビス・チェリビダッケ / サンダルさん Alexandre Cena Davis Celibidache) — Таинственный человек бродячий по Манояме.
Сэйю: Виней Мёрти
Анжелика (яп. アンジェリカ Angelica) — Владелец ресторана в Манояме. Помимо закусок занимается гаданием.
Сэйю: Нанако Мори
Эрика Судзуки (яп. 鈴木 エリカ Suzuki Erika ) — Дочь Анжелики, помогает в ресторане обслуживая клиентов. Ненавидит Манояму.
Сэйю: Томоё Куросава